# Good-bye My Loneliness (アルバム)
『Good-bye My Loneliness』（グッバイ・マイ・ロンリネス）は、日本の音楽ユニット・ZARDが、Zard名義で1991年3月27日にb.gramから発売した1枚目のオリジナルアルバムである。

## 内容
1stシングル「Good-bye My Loneliness」でデビューしてから僅か2ヶ月で発売された同名タイトルによる初のオリジナルアルバム。
アルバムとしてはこの作品のみアーティスト名が「Zard」表記になっている。
CDとカセットテープの2形態で発売された。初回出荷分の帯の背部分は、カタカナで表記されてある。1993年9月1日に発売権がポリドールからB-Gram RECORDSに移管され、現行盤CDが再発売された。発売元変更による再発売に伴い、ポリドールより発売されたCDとカセットテープは廃盤になった。
流通していた中でポリドール版のロットナンバー（商品の品番ではなくCD盤面に印字されている番号）MT 1B1のみ3曲目から6曲目のミックスが異なる。
現行で入手出来る音源（リマスターCDと配信）はMT 1B1の方であり、長年広く流通していたミックスは現在廃盤となっている。

## 収録曲
| #         | タイトル                   | 作詞       | 作曲       | 編曲         | 時間  |
| --------- | -------------------------- | ---------- | ---------- | ------------ | ----- |
| 1.        | 「Good-bye My Loneliness」 | 坂井泉水   | 織田哲郎   | 明石昌夫     | 4:33  |
| 2.        | 「愛は暗闇の中で」         | 坂井泉水   | 栗林誠一郎 | ZARD・寺尾広 | 4:30  |
| 3.        | 「恋女の憂鬱」             | 川島だりあ | 川島だりあ | 明石昌夫     | 3:23  |
| 4.        | 「Oh! Sugar Baby」         | 坂井泉水   | 栗林誠一郎 | 葉山たけし   | 4:20  |
| 5.        | 「女でいたい」             | 川島だりあ | 川島だりあ | 葉山たけし   | 4:29  |
| 6.        | 「It's a Boy」             | 坂井泉水   | 栗林誠一郎 | 明石昌夫     | 4:34  |
| 合計時間: | 合計時間:                  | 合計時間:  | 合計時間:  | 合計時間:    | 25:49 |

## 楽曲解説
1. Good-bye My Loneliness
  - 1stシングル表題曲。
2. 愛は暗闇の中で
  - 1stシングルのカップリング曲。2008年にリメイクされ、44thシングル「翼を広げて/愛は暗闇の中で」として発売された。
3. 恋女の憂鬱
4. Oh! Sugar Baby
5. 女でいたい
6. It's a Boy
  - 後に栗林がアルバム『Good-bye to you』でセルフカバーしている。

## 参加ミュージシャン
Zard
- 坂井泉水：Vocal (全曲)

Additional Musician
- 大黒摩季：Guest Chorus (#1,2,4)

## タイアップ
- フジテレビ系列木曜劇場『結婚の理想と現実』主題歌 (#1)
- 『クラリオン』CMソング (#1)